# Dystasia siamensis
Dystasia siamensis là một loài bọ cánh cứng trong họ Cerambycidae.